# Gombang (Cawas)
Gombang is een bestuurslaag in het regentschap Klaten van de provincie Midden-Java, Indonesië. Gombang telt 4113 inwoners (volkstelling 2010).